# Wiaczesław Czerczes
Wiaczesław Czerczes ros. Вячеслав Черчес (ur. 14 marca 1966) – radziecki i białoruski hokeista.

## Kariera
- Dynama Mińsk (lata 80. i 90.)
- Biełstal Żłobin (1995-1996)
- Stoczniowiec Gdańsk (1996-1997)
- TTS Tychy (1997-1998)

Wychowanek Dynama Mińsk. Urodził się 14 marca 1966, w 1982 był kadrowiczem reprezentacji ZSRR do lat 16, później także reprezentantem ZSRR do lat 18. Był zawodnikiem seniorskiej drużyny Dynama Mińsk przez dziewięć sezonów, rozgrywając w tym czasie 338 meczów i strzelając 106 goli. Grał w lidze polskiej; w sezonie 1996/1997 w barwach Stoczniowca Gdańsk, a w sezonie 1997/1998 w TTS Tychy.
Po zakończeniu kariery zamieszkał w Mińsku.